# Hokkaido prefektur
För andra betydelser, se Hokkaido (olika betydelser).
Prefekturen Hokkaido (japanska: 北海道;?, Hokkaidō; ainu: Mosir) består främst av ön Hokkaido. Tidigare hette ön Ezo (蝦夷) eller Ezoti (蝦夷地). Namnet betyder  norra havsdistriktet. 
På ursprungsbefolkningen Ainus språk heter ön Mosir. Huvudort är Sapporo. Eftersom Hokkaidos status som prefektur markeras av dō i namnet omtalas Hokkaido sällan som Hokkaido prefektur (Hokkaido-ken) utom när det är nödvändigt att särskilja prefekturen från ön. 

## Historia
Hokkaido har varit ainufolkets hemland sedan urminnes tider. Många orter, exempelvis Sapporo, har namn som härstammar från ainuspråket.
Hokkaido kallades Ezo (蝦夷) fram till Meiji-restaurationen. En kort tid efter Boshinkriget år 1868 förklarade en grupp Tokugawalojalister anförda av Enomoto Takeaki (榎本 武揚) ön som självständig under namnet Republiken Ezo, men upproret krossades i maj 1869. I några år efter Meiji-restaurationen var Hokkaido uppdelat i fyra prefekturer istället för dagens enda.
En jordbävning som mätte 8,0 på Richterskalan inträffade nära ön den 25 september 2003 klockan 19.50.07.

## Prefektursymboler
Hokkaidōs emblem och flagga antogs den 1 maj 1967, medelst notis nummer 775. Emblemet utgörs av en sjuuddig stjärna inom en särskilt formad kant. Stjärnan står för hopp och utveckling.
Flaggan har blå botten, och innehåller territorieemblemet färglagt således att den inre stjärnan är röd, och den yttre kanten vit. Blått symboliserar Hokkaidōs hav och himmel, rött står för folkets energi och vitt för ljus och snö.
Flaggans proportioner är 2:3, och emblemets diameter är fastsatt till 10⁄14 av flagghöjden.

## Geografi
Hokkaido prefektur innefattar förutom huvudön flera mindre öar: Rishiri (利尻), Okushiri (奥尻) och Rebun (礼文). Japan hävdar även att de omstridda Kurilöarna (千島) ingår. 
Det finns fortfarande många orörda skogar på Hokkaido och ön är den del av Japan som är glesast befolkad. På Hokkaido finns sex nationalparker, fem ”seminationalparker” (japanska: 準国立公園?, jun-kokuritsu-kōen) och tolv lokala naturreservat.

### Nationalparker
- Shiretoko nationalpark (知床)
- Akan (阿寒)
- Hidakasanmyaku-Erimo-Tokachi (日高山脈襟裳十勝)
- Kushiro-shitsugen (釧路湿原)
- Taisetsuzan (大雪山)
- Shikotsu-Toya (支笏洞爺)
- Rishiri-Rebun-Sarobetsu (利尻礼文サロベツ)

## Klimat
Hokkaido är känt för sina svala somrar (vilket lockar turister från resten av Japan) och kalla vintrar. Medeltemperaturen i augusti ligger kring 22°C, och i januari mellan -12°C och -4°C beroende på höjd och latitud.  
Under vintern fryser Ochotska havet vilket förhindrar marin trafik och stoppar det lukrativa fisket.

## Administrativ indelning
Prefekturen var år 2016 indelad i 35 städer (-shi) och 144 kommuner (-chō, -machi och -mura).  Dessa administrativa enheter är grupperade i fjorton subprefekturer (shichō). Subprefekturerna är ett sätt för myndigheterna att erbjuda service till mer avlägsna delar inom prefekturen. Kommunerna grupperas vidare i 64 distrikt (-gun). Distrikten har ingen administrativ funktion utan fungerar i huvudsak som postadressområden.
Sapporo har speciell status som signifikant stad (seirei shitei toshi).

### Subprefekturer med städer och landskommuner

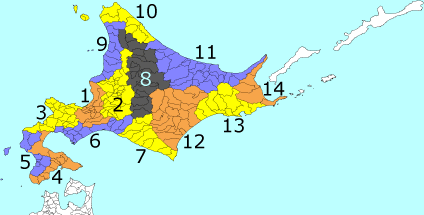
Hokkaidos subprefekturer

Huvudorten i subprefekturen är markerad med fet stil. 
1. Ishikari
  - Städer: Chitose, Ebetsu, Eniwa, Ishikari, Kitahiroshima, Sapporo
  - Landskommuner: Shinshinotsu, Tōbetsu
2. Sorachi
  - Städer: Akabira, Ashibetsu, Bibai, Fukagawa, Iwamizawa, Mikasa, Sunagawa, Takikawa, Utashinai, Yūbari
  - Landskommuner: Chippubetsu, Hokuryū, Kamisunagawa, Kuriyama, Moseushi, Naganuma, Naie, Nanporo,  Numata, Shintotsukawa, Tsukigata, Urausu, Uryū, Yuni
3. Shiribeshi
  - Städer: Otaru
  - Landskommuner: Akaigawa, Furubira, Iwanai, Kamoenai, Kimobetsu, Kuromatsunai, Kutchan,  Kyōgoku, Kyōwa, Makkari, Niki, Niseko, Rankoshi, Rusutsu, Shakotan, Shimamaki, Suttsu,  Tomari, Yoichi
4. Oshima
  - Städer: Hakodate, Hokuto
  - Landskommuner: Fukushima, Kikonai, Matsumae,  Mori, Nanae, Oshamambe, Shikabe,  Shiriuchi, Yakumo
5. Hiyama
  - Städer: Inga.
  - Landskommuner:  Assabu,  Esashi, Imakane, Kaminokuni, Okushiri, Otobe, Setana
6. Iburi
  - Städer: Date, Muroran, Noboribetsu, Tomakomai
  - Landskommuner: Abira, Atsuma, Mukawa, Shiraoi, Sōbetsu, Tōyako, Toyoura
7. Hidaka
  - Städer: Inga.
  - Landskommuner: Biratori, Erimo, Hidaka, Niikappu, Samani, Shinhidaka, Urakawa
8. Kamikawa
  - Städer: Asahikawa, Furano, Nayoro, Shibetsu
  - Landskommuner: Aibetsu, Biei,  Bifuka, Higashikagura, Higashikawa, Horokanai, Kamifurano, Kamikawa, Kenbuchi, Minamifurano, Nakafurano, Nakagawa, Otoineppu, Pippu, Shimokawa, Shimukappu, Takasu, Tōma, Wassamu
9. Rumoi
  - Städer: Rumoi
  - Landskommuner: Enbetsu, Haboro, Mashike, Obira, Shosanbetsu, Tomamae, Teshio
10. Sōya
  - Städer: Wakkanai
  - Landskommuner: Esashi, Hamatonbetsu, Horonobe, Nakatonbetsu, Rebun, Rishiri, Rishirifuji, Sarufutsu, Toyotomi,
11. Okhotsk (tidigare Abashiri subprefektur)
  - Städer: Abashiri, Kitami, Monbetsu
  - Landskommuner: Bihoro, Engaru, Kiyosato, Koshimizu, Kunneppu, Nishiokoppe, Oketo,  Okoppe, Ōmu, Ōzora,  Saroma, Shari, Takinoue, Tsubetsu, Yūbetsu
12. Tokachi
  - Städer: Obihiro
  - Landskommuner: Ashoro, Hiroo, Honbetsu, Ikeda, Kamishihoro, Makubetsu, Memuro, Nakasatsunai, Otofuke, Rikubetsu, Sarabetsu, Shikaoi, Shimizu, Shintoku, Shihoro, Taiki, Toyokoro, Urahoro
13. Kushiro
  - Städer: Kushiro
  - Landskommuner: Akkeshi, Hamanaka, Kushiro-chō, Shibecha, Shiranuka, Teshikaga, Tsurui
14. Nemuro
  - Städer: Nemuro
  - Landskommuner: Betsukai, Nakashibetsu, Rausu, Shibetsu

## Ekonomi
Hokkaido är Japans främsta jordbruksområde. Här produceras mest ris och fisk i hela landet, och man producerar även mycket grönsaker.
Trots att det finns viss lätt industri (exempelvis papperstillverkning, bryggerier och livsmedelsproduktion) arbetar större delen av befolkningen inom servicesektorn. Turistindustrin är viktig, i synnerhet under de svala sommarmånaderna då besökare till de varma källorna kommer från hela Japan. Under vintern används skidåkning och andra vintersporter för att attrahera turister (1972 hölls vinter-OS här).

## Kommunikationer
Hokkaidos enda landförbindelse till resten av Japan är järnvägen genom Seikantunneln (japanska: 青函 トンネル?, Seikan-ton'neru). De flesta flyger till Hokkaido. Den största flygplatsen är Nya Chitose-flygplatsen (japanska: 新千歳空港?, Shin-Chitose-Kūkō; engelska:New Chitose Airport) i Chitose (千歳) söder om Sapporo. Tokyo-Chitose är världens mest trafikerade flygrutt. Hokkaido kan också nås via färja från Aomori till Hakodate (cirka 4 timmar). Det finns även längre färjerutter från bland annat Sendai och Niigata.
I Hokkaido finns ett järnvägsnät som drivs av det statligt ägda JR Hokkaido, men många orter kan endast nås via buss eller bil.

## Guvernörer
- Toshibumi Tanaka, 21 april 1947–22 april 1959
- Kingo Machimura, 23 april 1959–22 april 1971
- Naohiro Dōgakinai, 23 april 1971–22 april 1983
- Takahiro Yokomichi, 23 april 1983–22 april 1995
- Tatsuya Hori, 23 april 1995–22 april 2003
- Harumi Takahashi, 23 april 2003–22 april 2019[6]
- Naomichi Suzuki, 2019–

Denna lista hämtas från Wikidata. Informationen kan ändras där.

### Fotnoter
1. 1 2 3  ”Japansk sida med invånarantal och ytor”. Masahiro Higashide. http://uub.jp/cpf/hokkaido.html. Läst 14 augusti 2016.
2. ↑  https://en.m.wiktionary.org/wiki/Hokkaido Wiktionary om namnet
3. ↑  ”Hokkaidō Territory (Japan)” (på engelska). Flags Of The World. https://www.fotw.info/flags/jp-01.html. Läst 5 juni 2021.
4. ↑  ”Prefectures of Japan” (på engelska). Statoids. http://www.statoids.com/ujp.html. Läst 20 januari 2016.
5. ↑  ”Japansk sida med lista över signifikanta städer”. Masahiro Higashide. http://uub.jp/cpf/seirei.html. Läst 21 augusti 2016.
6. ↑  hämtat från: japanskspråkiga Wikipedia.[källa från Wikidata]